# 朝鮮文學藝術總同盟
朝鮮文學藝術總同盟（朝鲜语：／），簡稱文藝總，是朝鮮最大的藝術組織。時任委員長是安東春。

## 歷史
朝鮮文學藝術總同盟的前身是成立於1946年3月25日的朝鮮藝術總同盟，後來該組織與純粹標榜藝術的平壤藝術文化協會合併。1951年，朝鮮藝術總同盟易名現今的名字。1953年，受國內的肅清運動所影響，文藝總的規模被大幅縮少，後來更被解散。1961年3月，隨著肅清運動完畢，文藝總得以重組。目前，文藝總轄下共有7個組織，包括朝鮮作家同盟、朝鮮音樂家同盟、朝鮮美術家同盟、朝鮮舞蹈家同盟、朝鮮演劇人同盟、朝鮮電影人同盟、朝鮮攝影家同盟和朝鮮作曲家同盟。

## 功能
朝鮮文學藝術總同盟是代表和統一朝鲜全國的藝術機構，並由朝鮮勞動黨宣傳部所屬。該組織的主要任務是通過藝術貫徹黨的路線。因此，組織內的藝術家需要接受黨的思想教育和創作指導。

## 資料來源
- 목원대학교 국어교육과 . 〈북한 문학의 사회화 (김성민)〉, 《북한문학의 이해》. 서울: 국학자료원.